# Partia Prohibicji

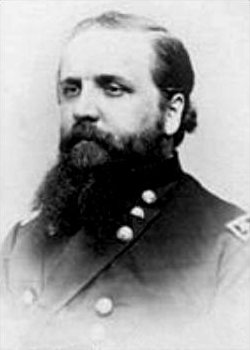
Clinton Fisk, kandydat na prezydenta w 1888

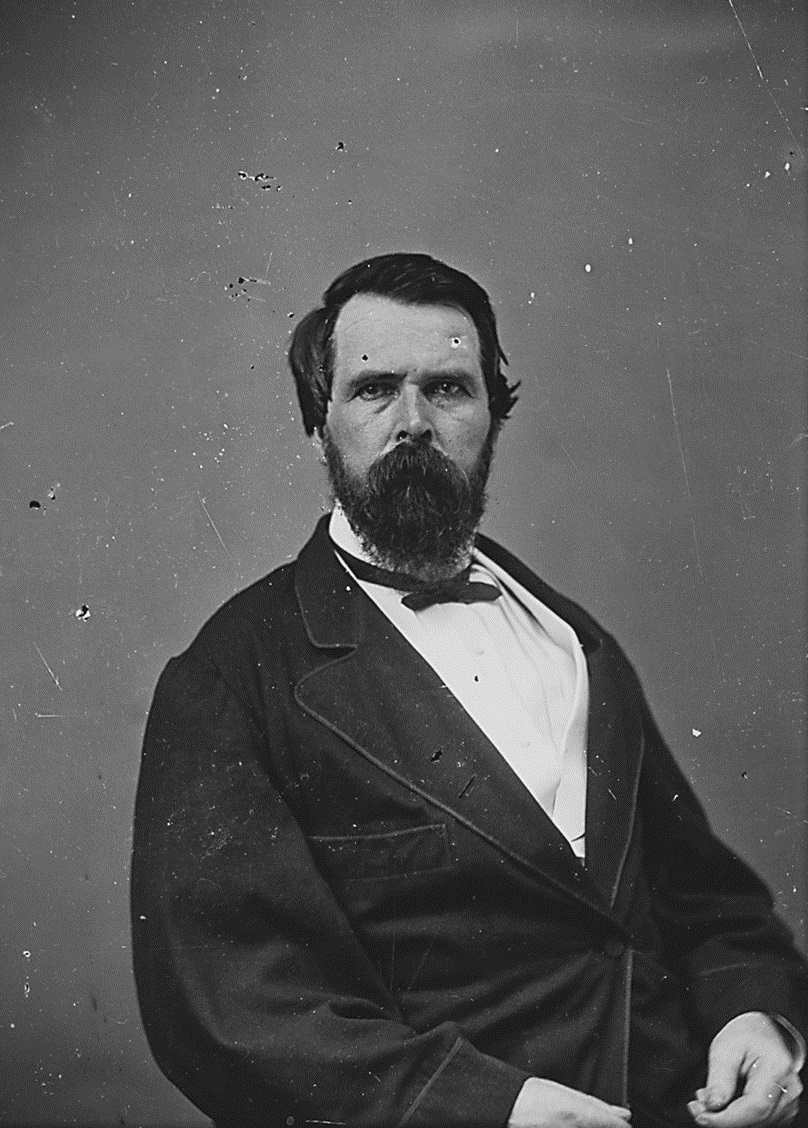
John Bidwell, kandydat na prezydenta w 1892

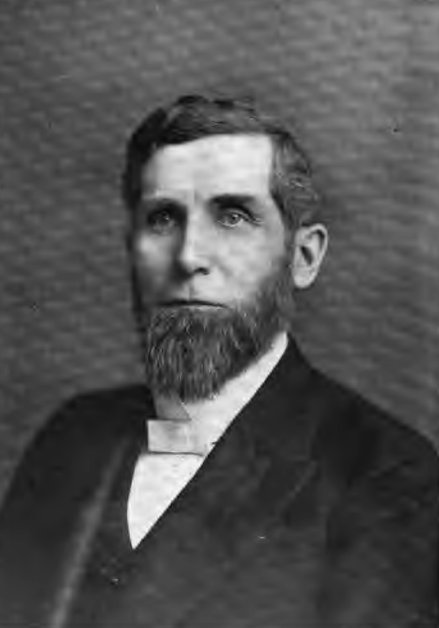
Silas Swallow, kandydat na prezydenta w 1904

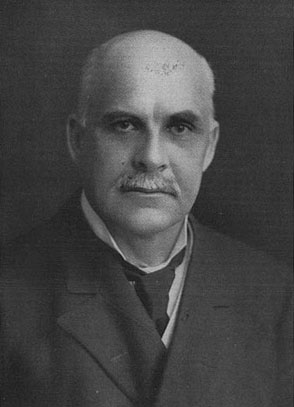
Eugene Chafin, kandydat na prezydenta w 1908 i 1912

Partia Prohibicji (ang. Prohibition Party) – istniejąca partia polityczna w Stanach Zjednoczonych, działająca od początku lat 70. XIX wieku.

## Historia
Ruch trzeźwości w Stanach Zjednoczonych pojawił się w latach 20. XIX wieku. W kolejnej dekadzie miało miejsce odrodzenie religijne, zgodne z duchem kalwinizmu, co sprzyjało abstynencji. Jednakże masowy napływ imigrantów z Irlandii i Prus spowodował, że ruch ten znacznie przybrał i w połowie XIX wieku zawierał sojusze z partiami politycznymi, takimi jak: Partia Wigów, Partia Wolności, Partia Wolnej Ziemi i Partia Nic Niewiedzących. Do 1855 roku 13 stanów wprowadziło prawo prohibicyjne. Mimo tego w czasie wojny secesyjnej i po jej zakończeniu powstawało coraz więcej barów i zajazdów, w których sprzedawano alkohol. Z tego powodu, 27 maja 1869 roku, 500 delegatów różnych Kościołów protestanckich i członków Independance Order of Good Temperance zebrało się w Oswego i postanowiło o założeniu partii politycznej.

## Działalność
Od samego początku działacze Partii Prohibicji chcieli zawrzeć sojusz z republikanami, jednak tamci, obawiając się utraty poparcia elektoratu imigrantów, odmówili. Głównym punktem programu prohibicjonistów było wprowadzenie zakazu produkcji i sprzedaży napojów alkoholowych. Dodatkowo, chcieli likwidacji głosowania poprzez bary (ang. saloon vote). Pierwsza krajowa konwencja partii odbyła się w 1872 roku, która nominowała Jamesa Blacka kandydatem w wyborach prezydenckich. Większość poparcia dla tego ugrupowania pochodziła z małych miejscowości i członków protestanckich Kościołów ewangelikalnych. W latach 80. na Środkowym Zachodzie obsadzili swoimi zwolennikami stanowiska w legislaturach stanowych, łącznie w 18 stanach.
W 1881 roku powstała Home Protective Party, która postulowała zapisanie zakazu sprzedaży alkoholu w Konstytucji. Rok później połączyła się z Partią Prohibicji. Hasła o powrocie do wzorców zasad życia pierwszych kolonistów zapewniły im głosy konserwatystów na wsiach. W 1884 roku do programu prohibicjonistów dodano wprowadzenie prawa wyborczego dla kobiet, reformę administracyjną i społeczną, zmniejszenie taryf kolejowych oraz prowadzenie polityki antymonopolowej. Działacze chcieli także zawrzeć porozumienie z Partią Populistyczną. Skok poparcia nastąpił w latach 1888 i 1892, kiedy to kandydaci na prezydenta przekroczyli próg 2% poparcia. Cztery lata później ich poparcie zmalało, dzięki przytłaczającym sympatiom prorepublikańskim, jednakże już w 1895 nastąpiło odrodzenie ruchu abstynenckiego, dzięki działalności Anti-Saloon League.
Na początku XX wieku w Dakocie Północnej, Kansas i Maine wprowadzono prawo prohibicyjne. Do 1914 roku obowiązywało ono w 11 stanach, co skłoniło działaczy do walki o wprowadzenie poprawki do Konstytucji. XVIII poprawka zaczęła obowiązywać, gdy w 1917 roku przyjęła ją Nebraska, jako 36. stan. Spowodowało to liczne protesty i regularne walki służb mundurowych z przemytnikami, a także upowszechniło korupcję. W 1933 roku XVIII poprawka została anulowana, co walnie przyczyniło się do spadku poparcia i znaczenia Partii Prohibicji. W latach 40. jej działacze sprzeciwiali się przystąpieniu USA do ONZ, domagali się redukcji wydatków publicznych i bronili praw stanowych. W kolejnej dekadzie sprzyjali propagandzie antykomunistycznej i antyateistycznej, jednocześnie konsekwentnie żądając przywrócenia XVIII poprawki. W latach 60. działalność ugrupowania niemalże zanikła.
| Wybory prezydenckie | Kandydat             | Głosy powszechne | Głosy elektorskie |
| ------------------- | -------------------- | ---------------- | ----------------- |
| 1872                | James Black          | 3 371            | 0                 |
| 1876                | Green Clay Smith     | 6 743            | 0                 |
| 1880                | Neal Dow             | 10 305           | 0                 |
| 1884                | John St. John        | 147 482          | 0                 |
| 1888                | Clinton Fisk         | 249 819          | 0                 |
| 1892                | John Bidwell         | 270 770          | 0                 |
| 1896                | Joshua Levering      | 125 072          | 0                 |
| 1900                | John Woolley         | 209 004          | 0                 |
| 1904                | Silas Swallow        | 258 596          | 0                 |
| 1908                | Eugene Chafin        | 252 821          | 0                 |
| 1912                | Eugene Chafin        | 207 972          | 0                 |
| 1916                | Frank Hanly          | 221 038          | 0                 |
| 1920                | Aaron Watkins        | 189 339          | 0                 |
| 1924                | Herman P. Faris      | 54 833           | 0                 |
| 1928                | William F. Varney    | 34 489           | 0                 |
| 1932                | William David Upshaw | 81 916           | 0                 |
| 1936                | David Leigh Colvin   | 37 668           | 0                 |
| 1940                | Roger Babson         | 58 685           | 0                 |
| 1944                | Claude A. Watson     | 74 733           | 0                 |
| 1948                | Claude A. Watson     | 103 489          | 0                 |
| 1952                | Stuart Hamblen       | 189 339          | 0                 |
| 1956                | Enoch A. Holtwick    | 41 937           | 0                 |
| 1960                | Rutherford Decker    | 46 203           | 0                 |
| 1964                | Earle Harold Munn    | 23 266           | 0                 |
| 1968                | Earle Harold Munn    | 15 123           | 0                 |
| 1972                | Earle Harold Munn    | 13 505           | 0                 |
| 1976                | Ben Bubar            | 15 934           | 0                 |
| 1980                | Ben Bubar            | 7 212            | 0                 |
| 1984                | Earl Dodge           | 4 242            | 0                 |
| 1988                | Earl Dodge           | 8 002            | 0                 |

| Wybory do Izby Reprezentantów | Liczba mandatów |
| ----------------------------- | --------------- |
| 1914                          | 1               |
| 1916                          | 1               |
| 1918                          | 1               |